# René Pottier
René Pottier (ur. 5 czerwca 1879 w Móret-sur-Loing; zm. 25 stycznia 1907 w Levallois-Perret) – francuski kolarz szosowy.
Zaliczał się do najlepszych specjalistów od jazdy w górach w Tour de France. Na szczycie Ballon d’Alsace w Wogezach postawiono mu pomnik. Na swoim zwycięskim Tourze w 1906 roku wygrał 5 etapów, z czego aż 4 z rzędu.
W styczniu 1907, zaledwie pół roku po swoim zwycięstwie popełnił samobójstwo z powodu zdrady małżeńskiej, której dopuściła się jego żona.